# SHY Nodi
Nirob Islam, mer känd som SHY Nodi, född 17 oktober 1993,  är en svensk artist och låtskrivare. Han slog igenom i början av 2016 med hit-låten "The Ocean" som toppade listorna i Sverige, och nådde Top 20 i Australien, Danmark, Österrike, Finland, Nederländerna, Norge och Schweiz. "The Ocean" skrevs av Islam tillsammans med Perry och med låtskrivarkollegan Sara Hjellström, mer känd som SHY Martin. SHY Martin är andra halvan av låtskrivar-duon "SHY" tillsammans med SHY Nodi. Nirob har också varit en del av svenska bandet Södra Station.

## Biografi
Islam har studerat på den svenska låtskrivar- och musikbranschskolan Musikmakarna i Örnsköldsvik. Han började sina studier efter gymnasiet och det var på Musikmakarna som Islam träffadede Sara Hjellström (SHY Martin) som han under det andra året av studier bildade låtskrivar-duon "SHY" med. Tillsammans med SHY Martin kom SHY Nodi att skriva låtar som: All We Know - The Chainsmokers ft. Phoebe Ryan och  The Ocean - Mike Perry.
SHY Nodi och SHY Martin vann Grand Prize (International success) på 2017 års Denniz Pop Awards, hederspriset för bästa framgång under året.

## Diskografi
| År   | Titel                    | Artist                      |
| ---- | ------------------------ | --------------------------- |
| 2016 | The Ocean                | SHY Martin                  |
| 2016 | Summer Love              | FO&O                        |
| 2016 | 5000 Volt                | Södra Station               |
| 2016 | Glad Då                  | Södra Station               |
| 2016 | Hatar att jag saknar dig | Södra Station               |
| 2016 | Bara du som ser mig      | Södra Station               |
| 2016 | Inget kan ta slut nu     | Södra Station               |
| 2016 | All we know              | The Chainsmokers            |
| 2016 | Taped up heart           | ‘’’KREAM’’’ feat. Clara Mae |
| 2017 | Bloodstream              | Astrid S                    |
| 2017 | 16                       | Södra Station               |
| 2017 | Mer av mig               | Södra Station               |
| 2017 | APK                      | Södra Station               |
| 2017 | Kläderna på golvet       | Södra Station               |
| 2017 | DVD                      | Södra Station               |
| 2018 | I Wanna Know             | NOTD feat. Bea Miller       |
| 2018 | Feg                      | Södra station               |
| 2019 | Out of my hands          | Shy Martin                  |
| 2019 | Feelings                 | John Newman                 |
| 2019 | San Holo                 | Shy nodi                    |
| 2019 | Snakes                   | Shy nodi                    |

## Priser och nomineringar
| Utmärkelser | Utmärkelser             | Utmärkelser                         | Utmärkelser              | Utmärkelser |
| År          | Givare                  | Kategori                            | Mottagare/Nominerat verk | Resultat    |
| ----------- | ----------------------- | ----------------------------------- | ------------------------ | ----------- |
| 2016        | Ted Gärdestadstipendiet | Årets stipendiater                  | Södra Station            | Vinst       |
| 2016        | Denniz Pop Awards       | Rookie Artist/Band                  | Södra Station            | Nominerad   |
| 2017        | P3 Guld                 | Årets Pop                           | Södra Station            | Nominerad   |
| 2017        | P3 Guld                 | Årets Låt                           | The Ocean                | Nominerad   |
| 2017        | Grammis                 | Årets Låt                           | The Ocean                | Nominerad . |
| 2017        | Denniz Pop Awards       | Grand Prize (International success) | SHY Martin & SHY Nodi    | Vinst .     |
| 2017        | Musikförläggarnas pris  | Årets genombrott                    | SHY Martin & SHY Nodi    | Vinst       |
| 2017        | Musikförläggarnas pris  | Årets mest streamade låt            | The Ocean                | Vinst .     |